# Base aérienne 191 Tan-Son-Nhut
La base aérienne 191 Tan Son Nhut était un site opérationnel de l'Armée de l'air française, situé près de la ville de Saïgon, en Indochine.
Elle était active de 19XX à 1954.